# توم سوندرغارد
توم سوندرغارد (بالدنماركية: Tom Søndergaard)‏ (بالدنماركية: Tom Søndergaard) ‏ (2 يناير 1944 - 16 يناير 1997) هو لاعب كرة قدم دنماركي سابق.
لعب خلال مشواره الكروي مع أندية بولكلبين 1893 ورابيد فيينا وأياكس أمستردام وميتز وهيليراب، كما لعب 19 مباراة دولية مع منتخب الدنمارك لكرة القدم. وكان ضمن الفريق النهائي الذي شارك في كأس الأمم الأوروبية 1964.

## روابط خارجية
- توم سوندرغارد على موقع الاتحاد الأوربي (الإنجليزية)
- توم سوندرغارد على موقع قاعدة بيانات كرة القدم.إي يو (الإنجليزية)
- توم سوندرغارد على موقع ناشيونال فوتبول تيمز (الإنجليزية)
- توم سوندرغارد على موقع عالم كرة القدم.نت (الإنجليزية)